# Pseudanthias truncatus
Pseudanthias truncatus es una especie de peces de la familia Serranidae en el orden de los Perciformes.

## Morfología
• Los machos pueden llegar alcanzar los 9 cm de longitud total.

## Alimentación
Come zooplancton.

## Hábitat
Es un pez  de mar de clima subtropical y asociado a los  arrecifes de coral que vive entre 10-30 m de profundidad.

## Distribución geográfica
Se encuentra en el Pacífico occidental.